# فیروزشاه زرین‌کلاه

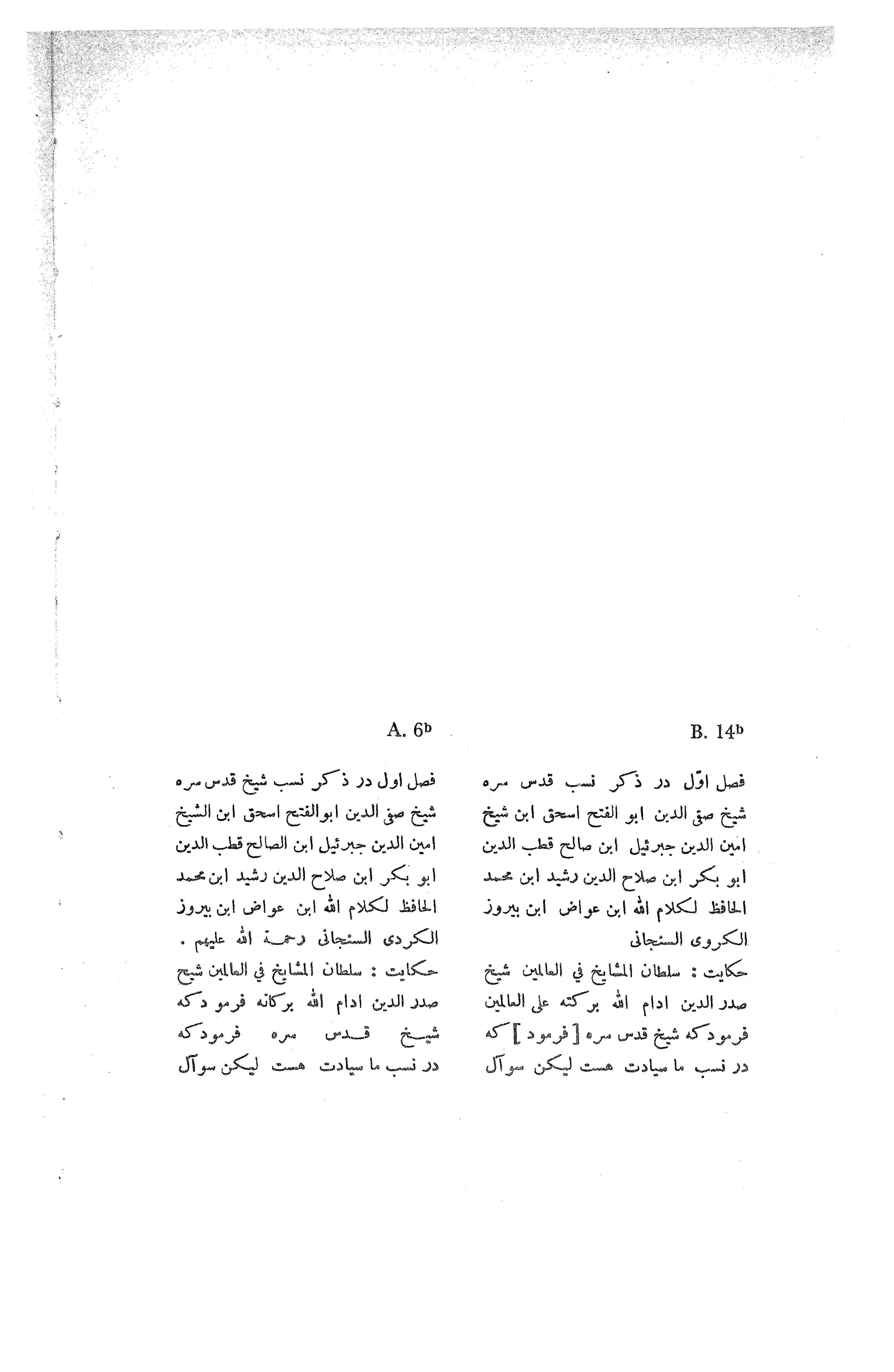
گزیده‌ای از نسک صفوةالصفا که نشان دهندهٔ کُرد تبار بودن نیاکان شیخ صفی الدین است

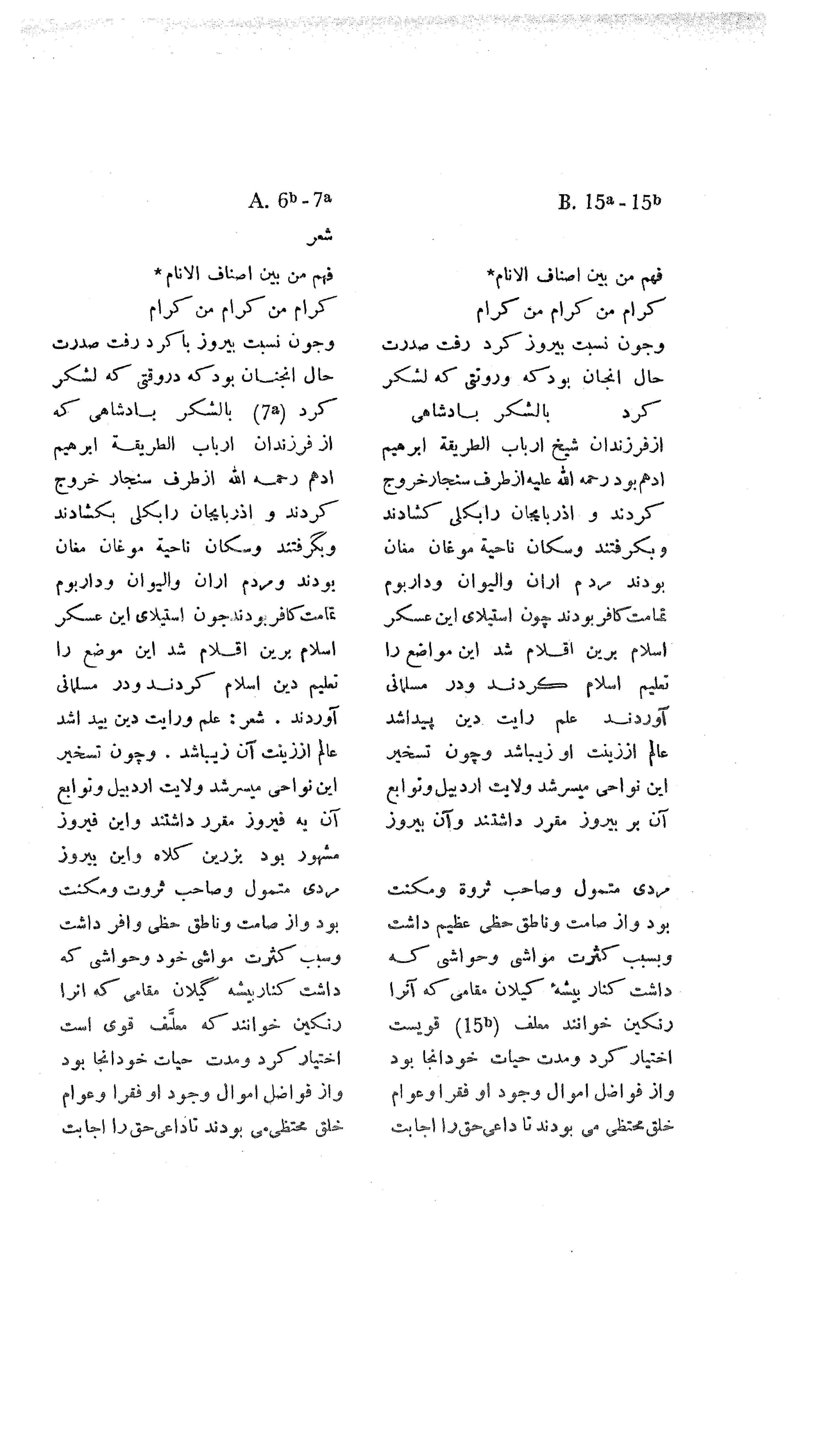
بخشی دیگر از نوشته‌های صفوةالصفا

فیروزشاه زرین کلاه حبیب الدین (فیروزشاه) مشهور به «زرین کلاه» و پسر نورالدین محمد یک مرد کُرد از سنجار کردستان کنونی بود. وی از کردستان به اردبیل مهاجرت کرد. در اواخر دورهٔ حکمرانی مغولان بر ایران در کتاب صفوةالصفا پیشینهٔ وی را از کردستان کنونی، که آن زمان نیز کردنشین بود، می‌دانستند ولی پس از فرمانروایی صفویان پیشینهٔ فیروزشاه را به امامان شیعه ربط دادند. وی به دلیل داشتن فضل و تقوی در بین مردم از محبوبیت فراوان برخوردار بود و به مقام شیخی نائل گشته بود. فیروز شاه پس از سال‌ها زندگی در میان مردم اردبیل به منطقه طالش در گیلان سفر کرد و در همان محل نیز درگذشت. بر اساس روایت‌های تاریخی فیروز شاه جد ششم شیخ صفی الدین اردبیلی است.
فرزند فیروز شاه «عوض الخواص» نامیده می‌شد. وی در روستای اسفرنجان اردبیل زندگی می‌کرد، ولی پس از وفات در داخل صحن بقعه کلخوران به خاک سپرده شد. قبر عوض الخواص در ضلع شمال شرقی مقبره شیخ جبراییل قرار گرفته و دارای یک گنبد آجری است. وی پس از پدرش عهده‌دار مقام ارشاد بود. نام پسرش محمد حافظ است.

## شجره نامه
شجره نامه کامل وی:شیخ صفی الدین عبدل فتاح اسحاق فرزند شیخ امین الدین جبرئیل فرزند الصالح قطب الدین ابوبکر فرزند صلاح الدین رشید فرزند محمد الحافظ الکلام الله فرزند اواد.